# Pier Maria Bagnadore

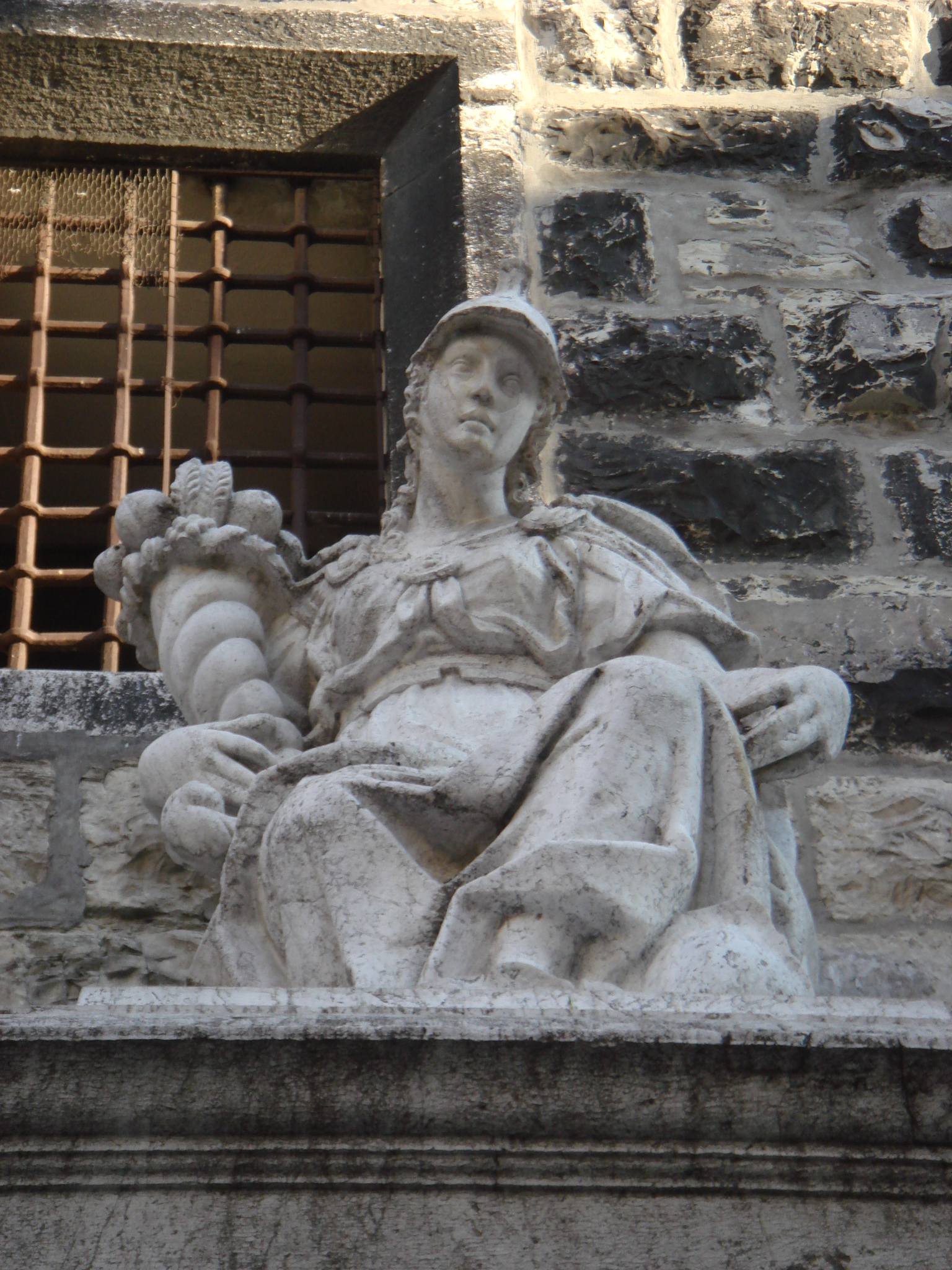
Particolare della fontana monumentale alla base della Torre della Pallata a Brescia.

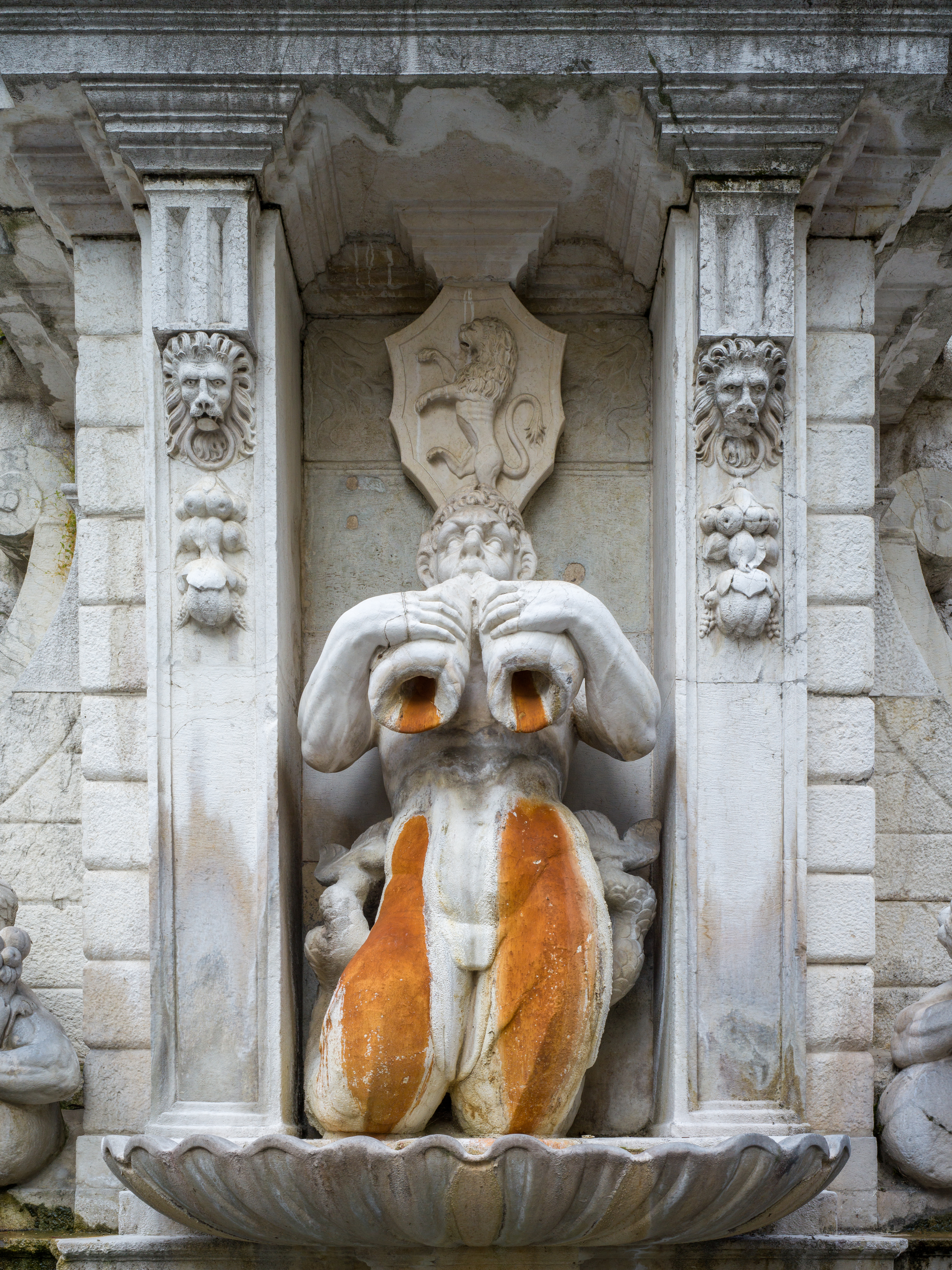
La statua del tritone

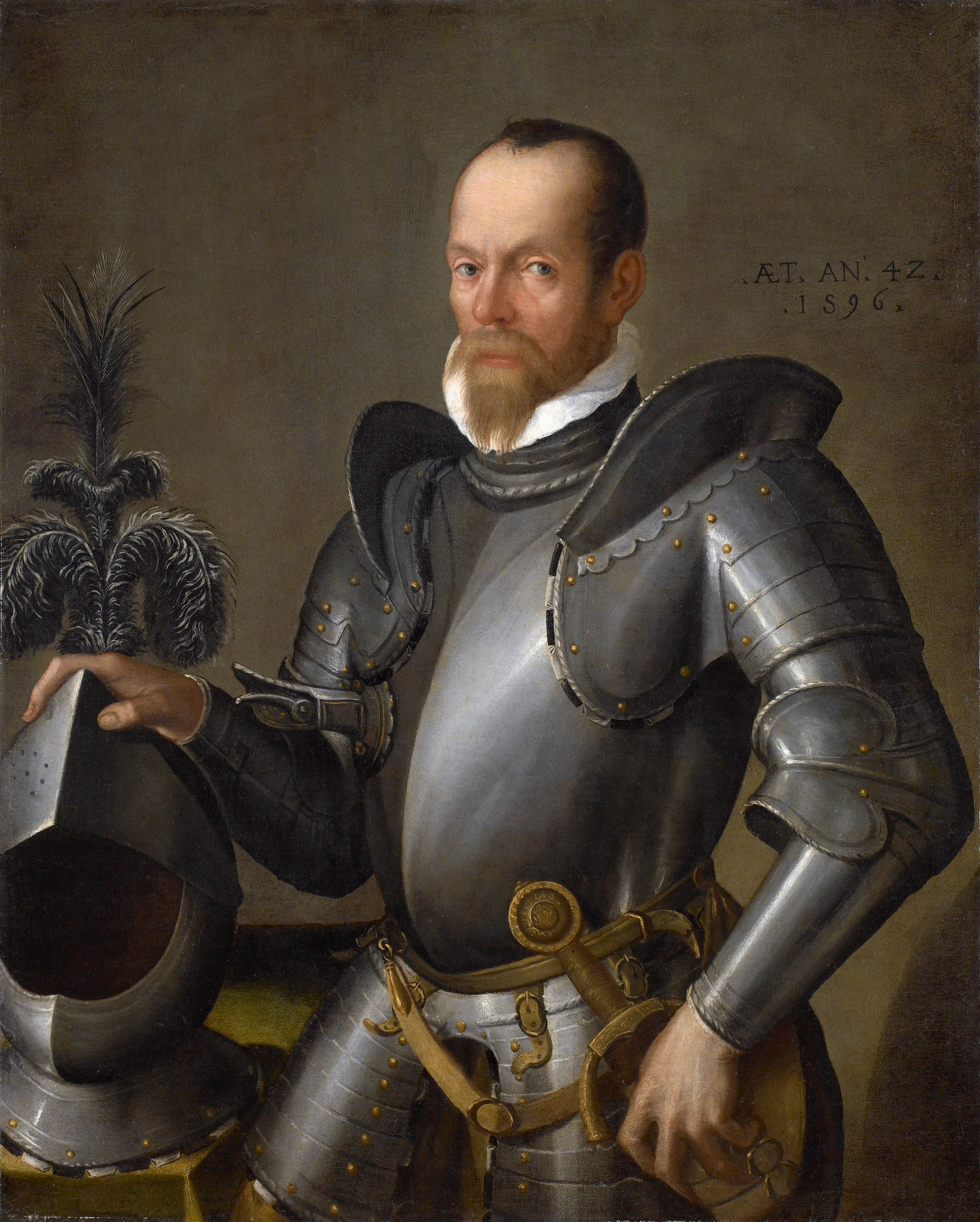
Ritratto di uomo in armi.

Pier Maria Bagnadore, noto anche come Piermaria o Pietro Maria o ancora come Bagnatore (Orzinuovi, 1550 – Brescia, 1627), è stato un pittore, scultore e architetto italiano.

## Biografia
Dopo il 1566 fu attivo per alcuni anni presso la corte di Alfonso I Gonzaga, conte di Novellara.
L'artista ha lavorato principalmente nell'ambito della città di Brescia durante la seconda metà del Cinquecento e i primi anni del Seicento, producendo una grande quantità di opere tra quadri, sculture e architetture. Diresse il cantiere del Duomo nuovo tra il 1604 e il 1611. Il suo lavoro fu poi riconosciuto dallo storico settecentesco Luigi Lanzi. Numerose sue stampe furono acquisite dal conte Camillo II Gonzaga di Novellara.

## Opere

### Pittura
- Natività di Gesù, primo altare destro della chiesa di San Carlo
- L’Uomo dei dolori e un angelo con gli strumenti della passione, Pinacoteca Malaspina, Pavia[3]
- Adorazione dei pastori, sopra l'ingresso laterale della chiesa di Santa Maria delle Grazie[4]
- Santi Anna e Gioacchino, tela dell'altare dell'Immacolata Concezione nella chiesa di Santa Maria delle Grazie[4]
- Cristo morto testata della navata destra della chiesa di Sant'Angela Merici
- Ritratto di uomo in armi, 1596, Fondazione Brescia Musei
- Annunciazione (1597) nella Santa Maria dei Miracoli a Brescia
- Ritratto di Alfonsina Gonzaga, olio su tela, attribuzione, 1615/1620, Riva del Garda, MAG Museo Alto Garda[5]

### Scultura
- Progetto della fontana monumentale alla base della Torre della Pallata[6].

### Architettura
- Parti murarie imprecisate del Duomo nuovo, al cui cantiere fu a capo tra il 1604 e il 1611.
- Edificazione della chiesa della Madonna del Lino tra il 1604 e il 1609[7].
- Ricostruzione integrale della chiesa di San Domenico nel 1611[8].
- Ricostruzione integrale della chiesa di Sant'Angela Merici.
- Campanile della chiesa di San Giuseppe.
- Porticato monumentale di via Dieci Giornate, da corso Zanardelli a piazza della Loggia.
- Ampliamento della chiesa del Santissimo Corpo di Cristo con la costruzione di tre cappelle a est, prima del 1620[9].
- Palazzo Fugger-Galasso, Trento.